# 奥尔蒂戈萨德尔蒙特
奥尔蒂戈萨德尔蒙特，是西班牙卡斯蒂利亚-莱昂塞戈维亚省的一个市镇。 总面积15平方公里，总人口377人（2001年），人口密度25人/平方公里。